# Mus minutoides
Il topo pigmeo sudafricano (Mus minutoides Smith, 1834) è un roditore della famiglia dei Muridi diffuso nell'Africa orientale e meridionale.

## Descrizione
Roditore di piccole dimensioni, con la lunghezza della testa e del corpo tra 45 e 77 mm, la lunghezza della coda tra 35 e 63 mm, la lunghezza del piede tra 8 e 15 mm, la lunghezza delle orecchie tra 7 e 14 mm e un peso fino a 12 g.
La pelliccia è alquanto corta e rigida. Il capo, la parte superiore del collo, ed il centro della schiena sono colorati di nero, marrone e fulvo, mentre il resto delle parti superiori è giallo-rossastro o fulvo, con dei riflessi nerastri. Il labbro superiore, il mento, la gola e le parti ventrali sono bianchi, mentre le estremità delle zampe sono bianco-rossastre. Le vibrisse sono marrone chiaro. Le orecchie sono cosparse di pochi piccoli peli fulvi. La coda è più corta della testa e del corpo, è uniformemente marrone e ricoperta finemente di piccoli peli biancastri.  Il cariotipo è 2n=18-34 FN=35-36.

## Biologia

### Comportamento
È una specie notturna e terricola. Si rifugia in tane nel terreno o sotto tronchi caduti. Talvolta entra nelle case.

### Alimentazione
Si nutre di semi d'erba e insetti.

### Riproduzione
Le femmine danno alla luce 1-7 piccoli durante i mesi più caldi e dopo una gestazione di 19 giorni.

## Distribuzione e habitat
Questa specie è diffusa nell'Africa meridionale ed orientale.
Vive in diversi tipi di habitat, come fynbos, savane, prati, vlei, ambienti fluviali e anche aree urbane fino a 2.400 metri di altitudine.

## Tassonomia
Sono state riconosciute 3 sottospecie:
- M. m. marica (Thomas, 1910): Provincia sudafricana del Mpumalanga, Mozambico, Malawi, Zambia;
- M. m. minutoides: Province sudafricane del Capo Settentrionale, del Capo Occidentale e del Capo Orientale;
- M. m. umbratus (Thomas, 1910): Swaziland e Provincia sudafricana del Limpopo.

## Conservazione
La IUCN Red List, considerato il vasto areale, la popolazione numerosa, la presenza in diverse aree protette e la tolleranza alle modifiche ambientali, classifica M.minutoides come specie a rischio minimo (Least Concern).